# Bothriomyrmex
Bothriomyrmex is een geslacht van vliesvleugelige insecten van de familie Mieren (Formicidae).

## Soorten
- B. anastasiae Dubovikov, 2002
- B. atlantis Forel, 1894
- B. breviceps Santschi, 1919
- B. communista Santschi, 1919
- B. corsicus Santschi, 1923
- B. costae Emery, 1869
- B. crosi Santschi, 1919
- B. cuculus Santschi, 1919
- B. decapitans Santschi, 1911
- B. emarginatus Santschi, 1919
- B. jannonei Menozzi, 1936
- B. kusnezovi Emery, 1925
- B. laticeps Emery, 1925
- B. meridionalis (Roger, 1863)
- B. modestus Radchenko, 1985
- B. paradoxus Dubovikov & Longino, 2004
- B. pubens Santschi, 1919
- B. regicidus Santschi, 1919

- B. salsurae Donisthorpe, 1944
- B. saundersi Santschi, 1922
- B. syrius Forel, 1910
- B. turcomenicus Emery, 1925
- B. urartus Dubovikov, 2002